# Europska povelja o regionalnim ili manjinskim jezicima
Europska povelja o regionalnim i manjinskim jezicima je Europski ugovor usvojen 1992. godine pod pokroviteljstvom Vijeća Europe u svrhu zaštite i promidżbe tradicionalnih regionalnih i manjinskih jezika u Europi. 
Usvajanju povelje prethodio je kongres predstavnika lokalnih vlasti iz raznih Europskih zemalja. Uključivanje regionalnih i lokalnih vlasti bilo neophodno za uspješno provođenje povelje. 
Tekst povelje sastavljen je od strane članova skupštine Vijeća Europe na osnovu preporuka s prethodnog kongresa. Povelja se odnosi isključivo na jezike koji se tradicionalno rabe u zemljama potpisnicama (što isključuje jezike novih doseljeničkih zajednica)  i koji su različiti od službenog jezika (čime se isključuju dijalekti) te koji se govore na definiranom teritoriju te države ili ih koristi jezična manjina unutar države u cjelini (čime se uključuju jidiš i romski jezik koji se koriste na širokom zemljopisnom području).

## Jezici koji su zaštićeni po osnovi povelje
- Armenija
  - Asirski novoaramejski
  - Grčki jezik
  - Ruski jezik
  - Kurdski jezik
- Austrija
  - Hrvatski jezik
  - Slovenski jezik
  - Mađarski jezik
  - Češki jezik
  - Slovački jezik
  - Romski jezik
- Bosna i Hercegovina
  - Albanski jezik
  - Crnogorski jezik
  - Češki jezik
  - Talijanski jezik
  - Mađarski jezik
  - Makedonski jezik
  - Njemački jezik
  - Poljski jezik
  - Rumunjski jezik
  - Zapadnorusinski jezik
  - Slovački jezik
  - Slovenski jezik
  - Turski jezik
  - Ukrajinski jezik
  - Židovski jezici
- Hrvatska
  - Talijanski jezik
  - Srpski jezik
  - Mađarski jezik
  - Češki jezik
  - Slovački jezik
  - Zapadnorusinski jezik
  - Ukrajinski jezik
- Cipar
  - Armenski jezik
  - Cipriotski arapski
- Češka
  - Slovački jezik
  - Poljski jezik
  - Njemački jezik
  - Romski jezik
- Danska
  - Njemački jezik
- Finska
  - Laponski jezici
  - Švedski jezik
- Njemačka
  - Danski jezik
  - Gornjolužičkosrpski jezik
  - Donjolužičkosrpski jezik
  - Sjevernofrizijski jezik
  - Saterlandski frizijski jezik
  - Romski jezik
  - Donjonjemački jezik
- Mađarska
  - Hrvatski jezik
  - Njemački jezik
  - Rumunjski jezik
  - Srpski jezik
  - Slovački jezik
  - Slovenski jezik
- Lihtenštajn
  - nema regionalnih i manjinskih jezika
- Luksemburg
  - nema regionalnih i manjinskih jezika
- Crna Gora
  - Albanski jezik
  - Romski jezik
- Nizozemska
  - Zapadnofrizijski jezik
  - Limburgski jezik
  - Doljnosaksonski jezici
  - Romski jezik
  - Jidiš
- Norveška
  - Laponski jezici
  - Kvenski jezik
  - Romski jezik
  - Skando-romski jezik
- Poljska
  - Bjeloruski jezik
  - Češki jezik
  - Hebrejski jezik
  - Karaimski jezik
  - Kašupski jezik
  - Litvanski jezik
  - Istočnorusinski jezik
  - Njemački jezik
  - Armenski jezik
  - Romski jezik
  - Ruski jezik
  - Slovački jezik
  - Tatarski jezik
  - Ukrajinski jezik
- Rumunjska
  - Albanski jezik
  - Armenski jezik
  - Grčki jezik
  - Talijanski jezik
  - Makedonski jezik
  - Poljski jezik
  - Romski jezik
  - Istočnorusinski jezik
  - Krimskotatarski jezik
  - Jidiš
  - Bugarski jezik
  - Hrvatski jezik
  - Češki jezik
  - Njemački jezik
  - Mađarski jezik
  - Ruski jezik
  - Srpski jezik
  - Slovački jezik
  - Turski jezik
  - Ukrajinski jezik
- Srbija
  - Albanski jezik
  - Bošnjački jezik
  - Bugarski jezik
  - Hrvatski jezik
  - Mađarski jezik
  - Romski jezik
  - Rumunjski jezik
  - Zapadnorusinski jezik
  - Slovački jezik
  - Ukrajinski jezik
- Slovačka
  - Bugarski jezik
  - Hrvatski jezik
  - Češki jezik
  - Njemački jezik
  - Mađarski jezik
  - Poljski jezik
  - Romski jezik
  - Istočnorusinski jezik
  - Ukrajinski jezik
- Slovenija
  - Mađarski jezik
  - Talijanski jezik
  - Romski jezik
- Španjolska
  - Aragonski jezik
  - Asturleonski jezik
  - Baskijski jezik
  - Katalonski jezik
  - Valencijsko narječje
  - Galicijski jezik
- Švedska
  - Finski jezik
  - Meankieli
  - Laponski jezici
  - Romski jezik
  - Jidiš
- Švicarska
  - Talijanski jezik
  - Romanš
- Ukrajina
  - Bjeloruski jezik
  - Bugarski jezik
  - Krimskotatarski jezik
  - Gagauski jezik
  - Grčki jezik
  - Njemački jezik
  - Mađarski jezik
  - Jidiš
  - Moldavski jezik
  - Rumunjski jezik
  - Poljski jezik
  - Ruski jezik
  - Slovački jezik
- - Kornijski jezik
  - Irski jezik
  - Manski jezik
  - Škotski jezik
  - Škotski gaelski jezik
  - Velški jezik

## Vanjske poveznice
- tekst povelje na engleskom i hrvatskom jeziku http://www.poslovniforum.hr/eu/wmu029.asp